# Erich Correns
Erich Correns (1821–1877) est un peintre prussien de portraits et de lithographies.

## Biographie
Correns est né à Cologne le 3 mars 1821, et après avoir étudié la jurisprudence à Bonn, se rend à l'Académie des beaux arts de Munich où il devient un peintre portraitiste et lithographe. 
Il était connu pour l'élégance de ses portraits; parmi ses œuvres figurent un portrait du roi Maximilien II de Bavière et la princesse Marie de Prusse.
Il meurt à Munich le 14 juin 1877.
Le botaniste et généticien Carl Correns était son fils.

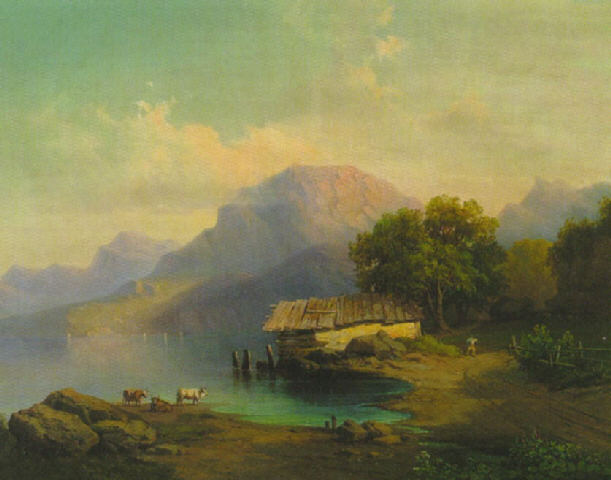
Maison de pêcheurs sur le bord du Gebirgssee, 1859
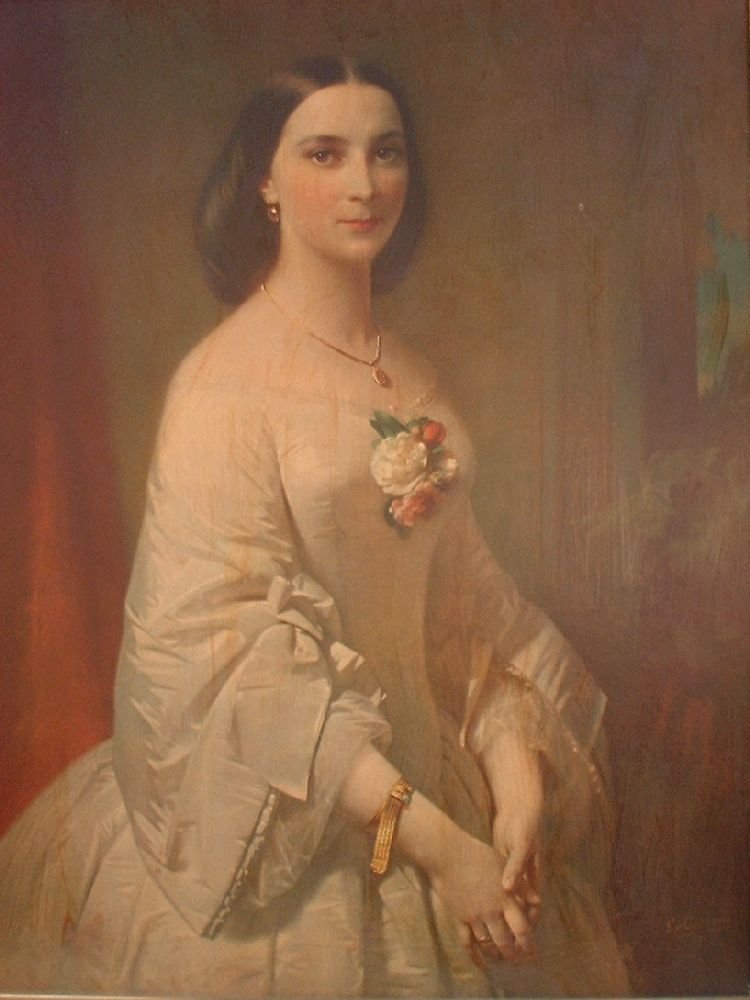
Southern belle, ca. 1850
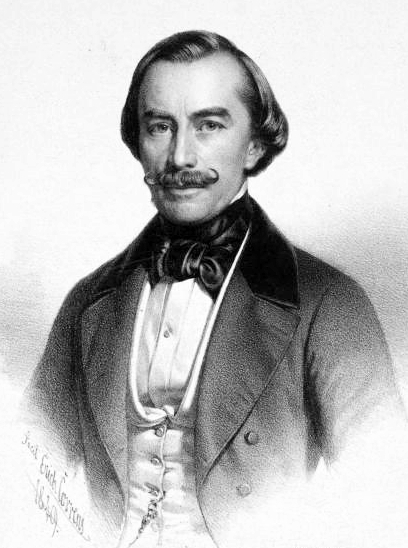
Johann Petzmayer, lithographie datée de 1849